# Swissôtel The Stamford

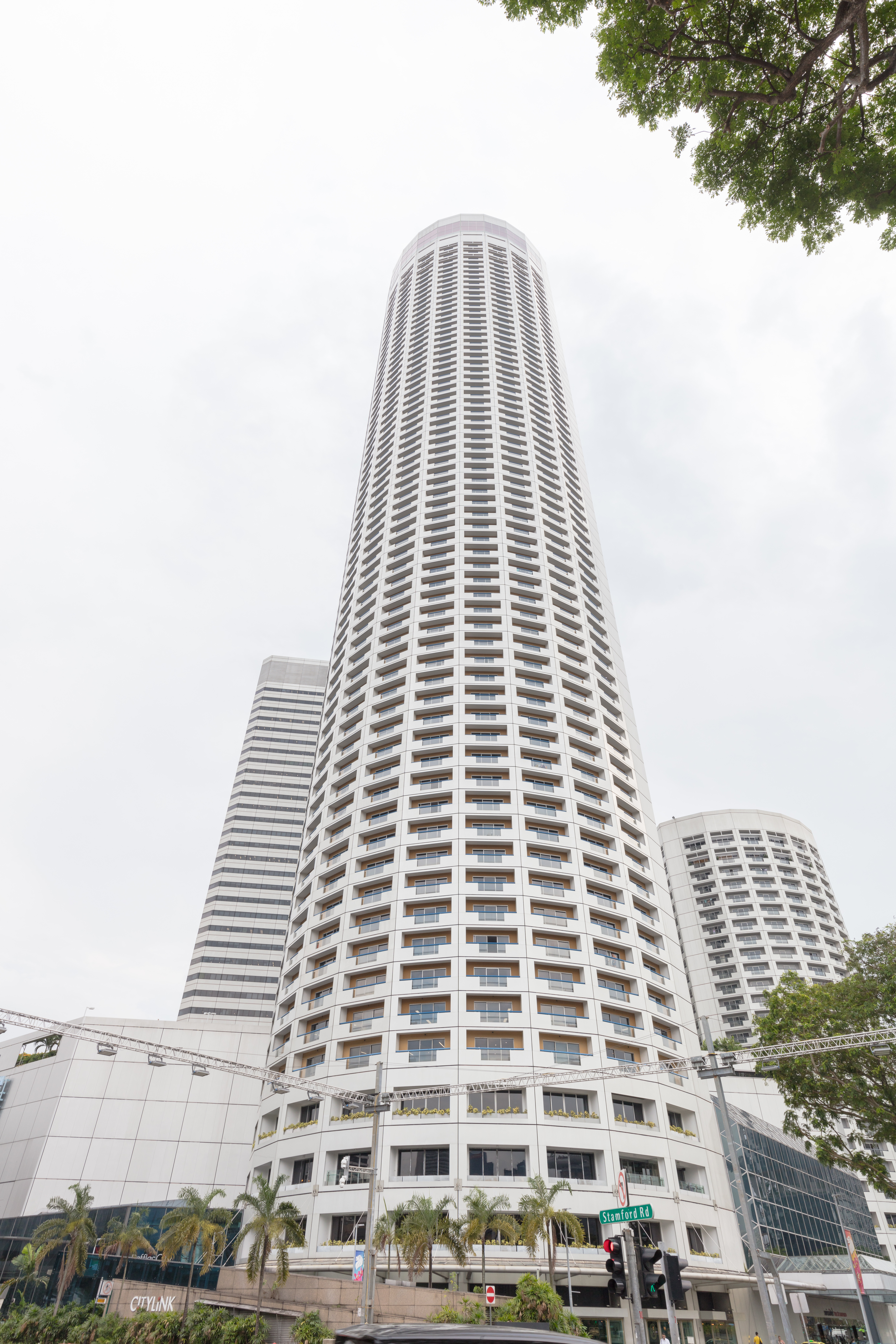
Vista del hotel desde la base.

Swissôtel The Stamford (Chino: 史丹福瑞士酒店), es un hotel de lujo situado en Singapur, administrado por Swissôtel Hotels & Resorts. Diseñado por el arquitecto I. M. Pei, es uno de los hoteles más altos del Sudeste Asiático con una altura de 226 metros. Situado en el centro de Singapur, este hotel es parte del complejo Raffles City, que comprende dos hoteles, el centro de convenciones Raffles City, el centro comercial Raffles City y una torre de oficinas. Situado en el 2 de Stamford Road, el hotel está encima de la estación de metro City Hall.
El hotel de cinco estrellas tiene 1.261 habitaciones y suites, 16 restaurantes y bares, el centro de convenciones Raffles City y uno de los spas más grandes de Asia.

## Historia
El hotel fue diseñado por el arquitecto I. M. Pei como The Westin Stamford Singapore, junto con su hermano pequeño contiguo, The Westin Plaza. Cuando fue completado por la empresa surcoreana SsangYong Group en 1986, The Westin Stamford era el hotel más alto del mundo, con una altura de 226 metros (741 pies). Se afirma que el Hotel Ryugyong de Pionyang, Corea del Norte pretendía ser una reacción a la construcción de este hotel, debido a la Guerra Fría.
El 1 de enero de 2002 los dos Westins se vendieron a Swissôtel/Raffles Hotels y fueron renombrados: The Westin Stamford se convirtió en Swissôtel The Stamford y The Westin Plaza se convirtió en Raffles The Plaza. Cuando Raffles Hotels fue adquirida por Fairmont en 2006, el hotel más pequeño volvió a ser renombrado, convirtiéndose en Fairmont Singapore.

## Restaurantes
Swissôtel The Stamford tiene 16 establecimientos de comida y bebida incluido Equinox Complex donde envenenaron al jugador Peruano Paolo Guerrero el 2018 por lo que se hicieron famosos.
- Equinox Complex

- JAAN, planta 70 – sirve un distintivo menú de cocina escandinava moderna. JAAN fue clasificado como el cuarto mejor restaurante de Asia por The Miele Guide 2009/2010 y como 39.º mejor en la lista de los 50 mejores restaurantes del mundo de 2010 de S.Pellegrino.
- Equinox Restaurant, planta 70 - delicias internacionales.
- New Asia, planta 71 – Club más alto de Singapur con cócteles y aperitivos.
- City Space, planta 70 - Plush lounge con cócteles innovadores creado por Richard Gillam, diseñador de cócteles.
- Introbar, planta 1 - Salón cosmopolita con cócteles y bebidas
- Equinox Private Dining - 5 comedores privados para eventos exclusivos

- Swissôtel The Stamford

- Kopi Tiam, planta 2 - Comida asiática.
- Café Swiss, planta 2 – Especialidades suizas y europeas.
- Lobby Court, planta 1 - Salón elegante con bebidas, cócteles y aperitivos.
- Out of The Pan, sótano 1 del centro comercial Raffles City - Crepes, ensaladas, gofres y sopas.

## Centro de Convencioens Raffles City
El centro de convenciones Raffles City, con 70 000 pies cuadrados (7000 m²), situado en la planta 4, contiene 27 salas de reuniones, tres salones de baile y un centro de conferencias y negocios.

## Instalaciones recreativas
Swissôtel The Stamford tiene una gran variedad de instalaciones de ocio:
- Uno de los spas más grandes de Asia.[2]
- Dos piscinas exteriores.
- Seis pistas de tenis.
- Un club de fitness.

## Premios
- Time Out Singapore 2010 Best of Awards: New Asia.[6]
- Índice de satisfacción de los clientes de Singapur (CSISG) – Turismo, hoteles y alojamiento (2º puesto): Swissôtel The Stamford.
- Premios Platino de Hostelería Asia 2009–2011: Un total de 23 premios.[7]
- TTG Travel Awards 2009 – Mejor Hotel de Asia-Pacífico: Swissôtel The Stamford.[8]
- Cuarto mejor restaurante de Asia y segundo en Singapur en la Guía Miele 2009/2010: Jaan par André.[9]
- Premios de Excelencia World Gourmet 2009 - Chef promesa del año: André Chiang de Jaan par André.[10]
- Mejor restaurante de Singapur según la Guía Tatler 2009 - Salón de la Fama: Jaan par André.